# Madi Banja
Madi Banja, född 1 januari 1986 i Serekunda, Gambia, är en svensk R&B/rap artist som rappar på svenska.

## Bakgrund
Banja är född och uppväxt i Gambia, men flyttade som ung till Enskededalen, Stockholm. Han medverkade 2014 på Ison & Filles singel Länge leve vi, vilken sålde platina. I november 2014 släppte han sin egen debutsingel Inga problem och i november 2015 släppte han sin debut-EP Det var inte med meningen. EP:n nominerades till två P3 Guld-utmärkelser och en Grammis.
Under 2018 släppte Madi Banja singeln Ljuset i tunneln ft. Lorentz och medverkade på Petters singel Toppen av ett berg. Banja släppte också singeln Azonto samma år.
I juni 2019 släppte Madi Banja sitt debutalbum Välsignelsen.
11 sep 2020 släppte Madi Banja EP:n Hunger.

## Diskografi

### EP
| År   | Dag    | Titel                 |
| ---- | ------ | --------------------- |
| 2015 | 6 nov  | Det var inte meningen |
| 2020 | 11 sep | Hunger                |

### Album
| År   | Dag    | Titel        |
| ---- | ------ | ------------ |
| 2019 | 14 jun | Välsignelsen |